# Barbarossaplatz (Köln)
Der Barbarossaplatz ist Teil der Kölner Ringe, einer 7½ Kilometer langen Ringstraße in Köln. Benannt wurde der Platz am 10. Mai 1883 nach Friedrich I., genannt Barbarossa (italienisch für „Rotbart“).

## Beschreibung, Lage und Bedeutung

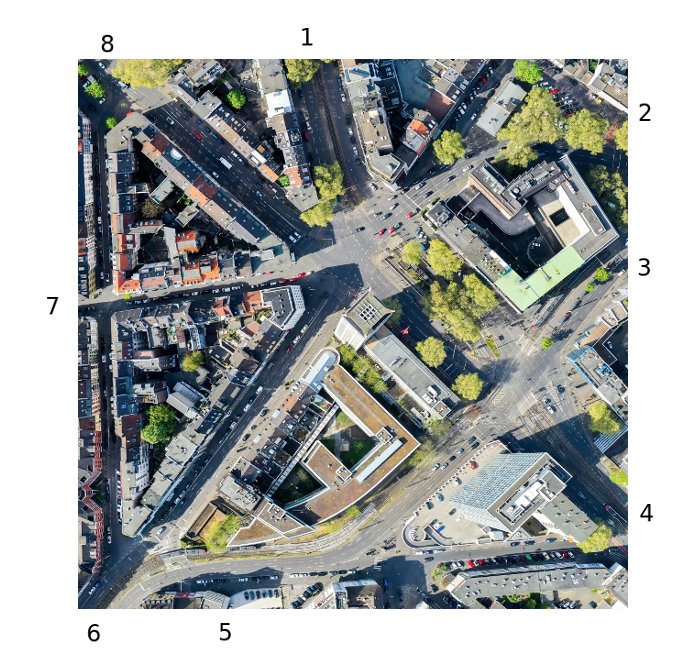
1) Hohenstaufenring, B9
2) Neue Weyerstraße, B55 (Zufahrt)
3) Neue Weyerstraße, B55 (Abfahrt)
4) Salierring, B9
5) Pfälzer Straße, B265
6) Luxemburger Straße, B265
7) Kyffhäuserstraße
8) Roonstraße
Straßenkreuzung A: 1,2,6,7,8
Straßenkreuzung B: 3,4,5
Barbarossaplatz: A - B

Der Barbarossaplatz besteht aus einer Straßenbahnhaltestelle in der Mitte des Platzes, die an den vier Seiten von mehrspurigen Fahrbahnen umgeben ist. Der Platz ist in südwestlicher Richtung etwa 100 Meter lang und in nordöstlicher Richtung etwa 50 Meter breit. An beiden Enden des Platzes befinden sich je eine Straßenkreuzung von Nebenstraßen, Abschnitten des Kölner Rings und Bundesstraßen. Am südöstlichen Ende gibt es zusätzlich eine Straßenbahnkreuzung. Bushaltestellen und der zweite Teil der Straßenbahnhaltestelle Barbarossaplatz befinden sich an benachbarten Straßen.
Die Gebäude sind alle erst nach dem Zweiten Weltkrieg entstanden, alle früheren Gebäude wurden im Krieg zerstört. Die Gebäude auf der nordöstlichen Seite sind Teil eines geschlossenen Häuserblocks, während die südwestliche Seite eine Häuserzeile ist, die aus einem Ensemble aus einem 12-stöckigen Hochhaus und zwei kleineren Häusern besteht.
Im Februar 2009 beobachteten und kartierten die Stadtethnologin Kathrin Wildner und der Tonmeister und Audioresearcher Jens Röhm im Auftrag des Kölner Kunstbeirats 14 Tage lang drei Plätze, darunter auch den Barbarossaplatz:

„Der Barbarossaplatz dagegen ist an einem Wochentag um acht Uhr morgens ein dichter Verkehrsknoten, ein unablässiger Fluss von Autos, Bahnen, Menschen auf dem Weg zur Arbeit. Niemand verweilt, außer für einen kurzen Moment an den Schlangen vor den Tresen der Bäckereien: coffee to go! Am Freitagabend beobachtete man am Barbarossaplatz ein anderes angeregtes urbanes Surren, das von herausgeputzten Jugendlichen, die sich zum Beispiel in der Bar Cubana treffen und noch einen After-work-drink nehmen oder hier die lange Vergnügungsnacht beginnen.“

Der Barbarossaplatz ist zusammen mit dem Zülpicher Platz und den unmittelbar angrenzenden Geschäften in der Zülpicher Straße, der Roonstraße und der Neuen Weyerstraße das Nahversorgungszentrum für die umliegenden etwa 22.000 Bewohner. Im Einzelhandels- und Zentrenkonzept Köln 2010 hoben die Autoren für dieses Gebiet unter anderem hervor: „unzureichendes Parkplatzangebot, Fußgängerfrequenzen werden durch die Knotenpunkte des ÖPNV am Zülpicher Platz und am Barbarossaplatz generiert, gute Erreichbarkeit für Radfahrer über die Ringe und geringe Aufenthaltsqualität aufgrund der hohen Verkehrsbelastung auf den Hauptverkehrsachsen.“

## Aktuelle Bauwerke

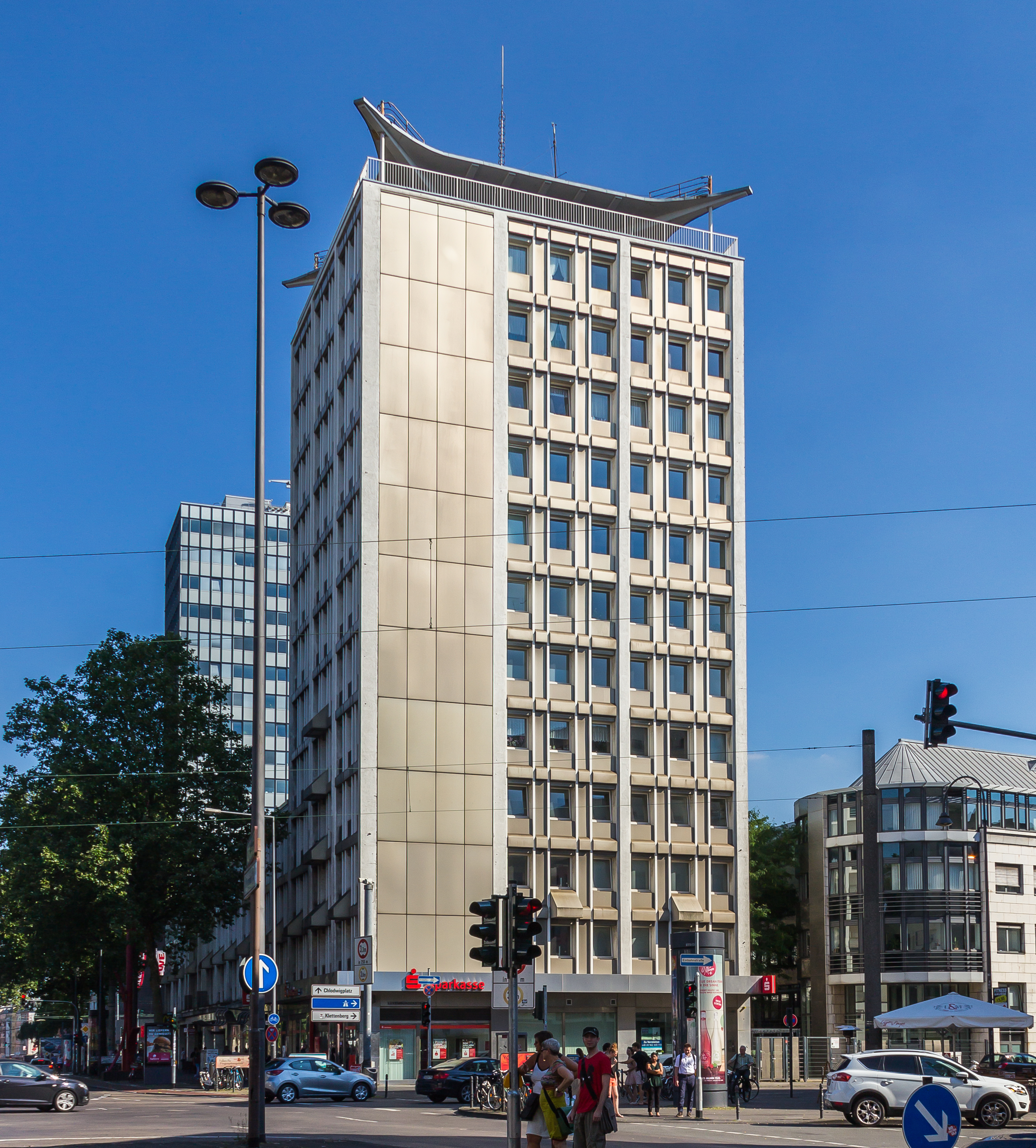
Hochhaus Barbarossaplatz 2. Dahinter die Gebäude Barbarossaplatz 1 und 1a, sowie das Hochhaus am Salierring, Ecke Barbarossaplatz.

### Hochhaus Barbarossaplatz 2
1955/1956 wurde nach Plänen des Architekten Ernst Nolte das 12-stöckige Hochhaus (Barbarossaplatz 2) und ein kleines 4-stöckiges Nebengebäude (Barbarossaplatz 1a) für die Sparkasse gebaut. Direkt daneben lag der 1-stöckige Endbahnhof Köln-Barbarossaplatz. Dieser wurde nach 1986 durch ein ebenfalls 4-stöckiges Gebäude mit derselben Fassade ersetzt, als der Bahnhof außer Betrieb ging, so dass alle drei Gebäude heute stilistisch eine Einheit bilden.

### Straßenbahnhaltestelle Barbarossaplatz

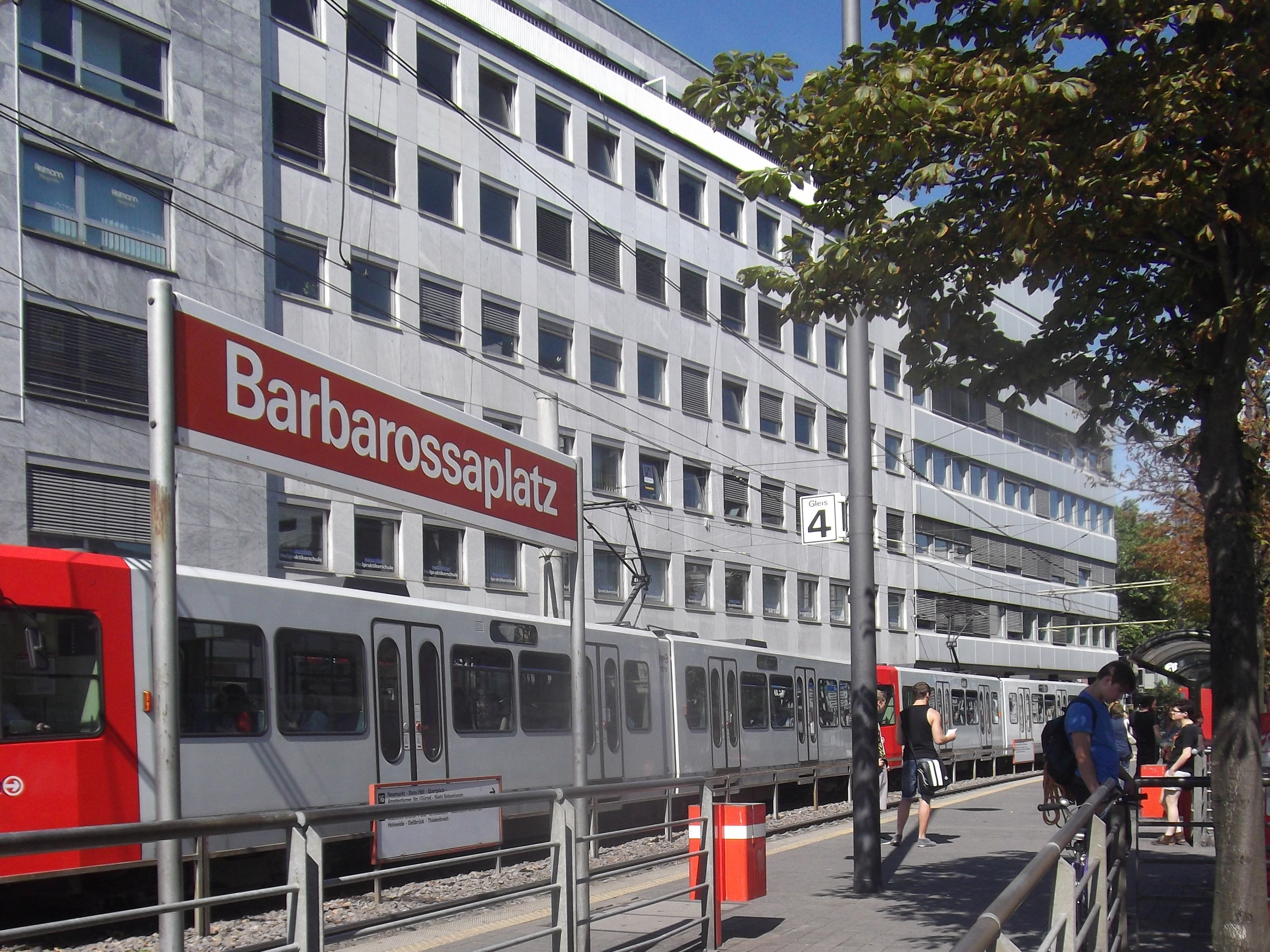
Bahnsteige auf der Straße Neue Weyerstraße

Die Haltestelle hat vier Bahnsteige: zwei auf dem Barbarossaplatz und zwei auf der Neuen Weyerstraße. Die Bahnsteige auf dem Barbarossaplatz sind barrierefrei, die anderen nicht.

### Hochhaus am Salierring 47–53

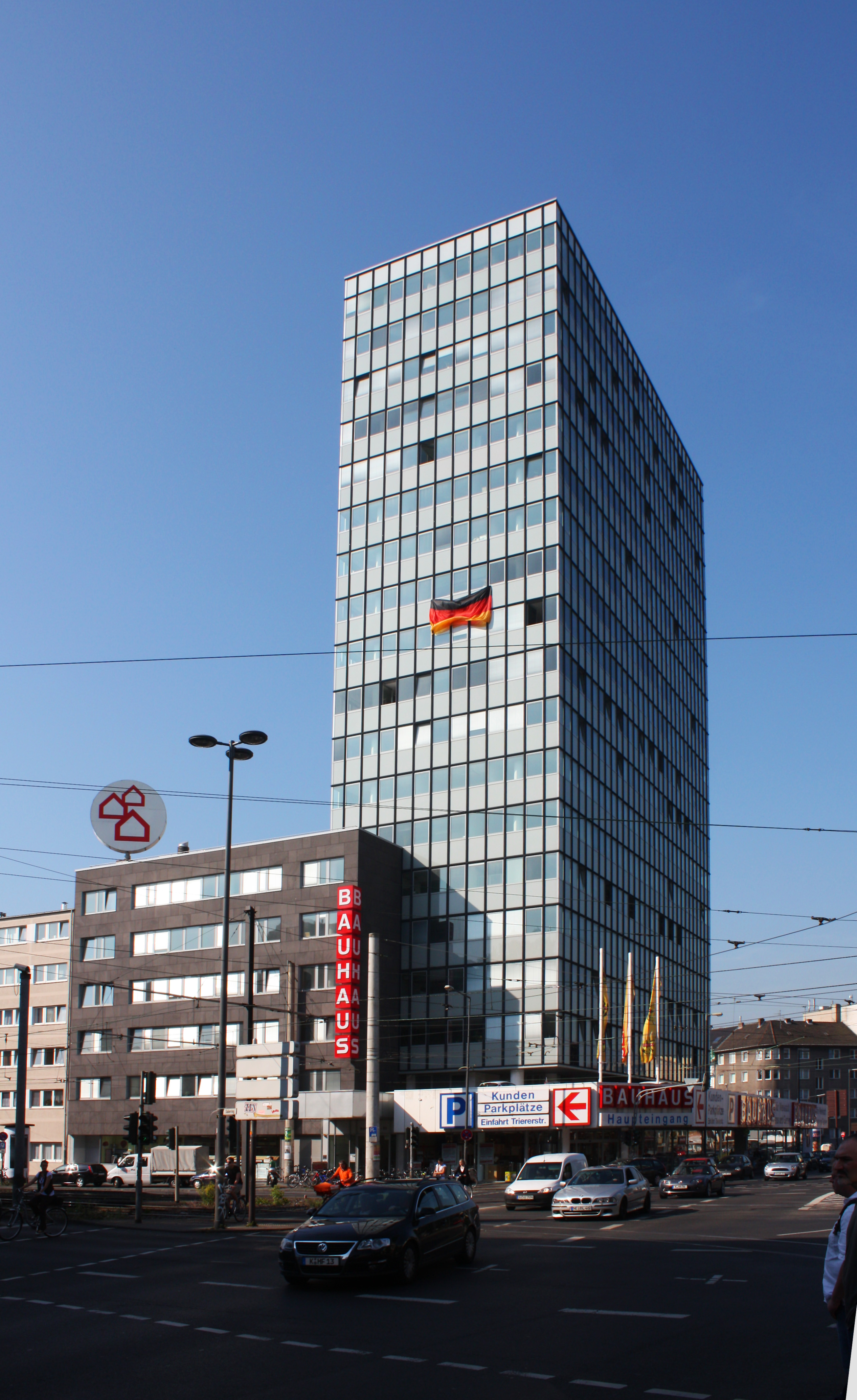
Hochhaus, 2010

Das 48 Meter hohe, 18-stöckige Hochhaus am Salierring 47–53, Ecke Barbarossaplatz, wurde 1972 fertiggestellt. Im Erdgeschoss befindet sich ein Lebensmitteleinzelhändler (2020), in den Geschossen darüber Büros.

## Kunst und Kultur

### Plastiken
1) Paul Suter (1926–2009) Attila 1976/77, Geschenk Eleonore und Michael Stoffel 1977, Köln Barbarossaplatz / Neue-Weyerstraße
2) Fletcher C. Benton (1931–2019), Steel-Watercolor-Triangle-Ring. Painted Steel 1993, Köln Barbarossaplatz

### „Stadtlabor Köln“
„Stadtlabor Köln“ ist ein von der Stadt Köln initiiertes und gefördertes Projekt für Kunst im öffentlichen Raum. Gefördert wurden 2017 und 2018 das Kunstprojekt Schwarze Sonne Barbarossaplatz von Uschi Huber und Boris Sieverts. Das Projekt ...

„[…] ist keine Führung auf die Schattenseite der Stadt, sondern umkreist und führt mitten hinein in ein schwarzes Loch, das Materie und Energie anzieht und verschlingt.“

### „Über Barbarossaplatz“
Der vom Westdeutschen Rundfunk 2015 in Köln gedrehte und 2017 in der ARD um 22:45 Uhr ausgestrahlte Pilotfilm Über Barbarossaplatz zeigt die Psychotherapeutin Greta, die ihre Praxis am Barbarossaplatz in Köln hat, wie sie zurechtkommt mit dem Selbstmord ihres Mannes, privat und bei der Arbeit mit ihren Patienten.

### Querbeat
Die Band Querbeat veröffentlichte 2017 das Lied: Guten Morgen Barbarossaplatz.
Der Song spielt auf die nicht vorhandene Aufenthaltsqualität und Vernachlässigung des Platzes an. Denn der Platz ist verbraucht, dreckig, runtergekommen, genau so wie jemand, der jahrzehntelang „durchgemacht“ und sich vernachlässigt hat. Der Barbarossaplatz ist, so der ehemalige Stadtkonservator Ulrich Krings in einem Bericht des Kölner Stadt-Anzeigers „der am meisten vernachlässigste Platz der Stadt“.

## Öffentlicher Nahverkehr
Am Barbarossaplatz kreuzt sich die Stadtbahnlinie 18 mit den Ringlinien 12 und 15, und die Linie 16, die von der Haltestelle Köln/Dom kommt, schwenkt auf die Ringe ein (siehe: Stadtbahn Köln, Liniennetz). Die Haltestelle der Linien 12 und 15 befindet sich auf den Ringen, und die Haltestelle der Linien 16 und 18 auf der Neuen Weyerstraße. Die Haltestelle auf den Ringen hat einen stufenlosen Zugang, die andere Haltestelle nicht.
Die Bushaltestelle der Linie 978 der Rhein-Erft-Verkehrsgesellschaft ist ebenfalls geteilt. Während sich der Busstieg stadteinwärts auf der Trierer Straße befindet, ist der Busstieg stadtauswärts parallel dazu auf der Luxemburger Straße. Der Bus befährt die Haltestellen: Köln Hbf. – Sülz – Efferen – Gleuel – Berrenrath.

## Geschichte des Platzes

### Anlage des Platzes

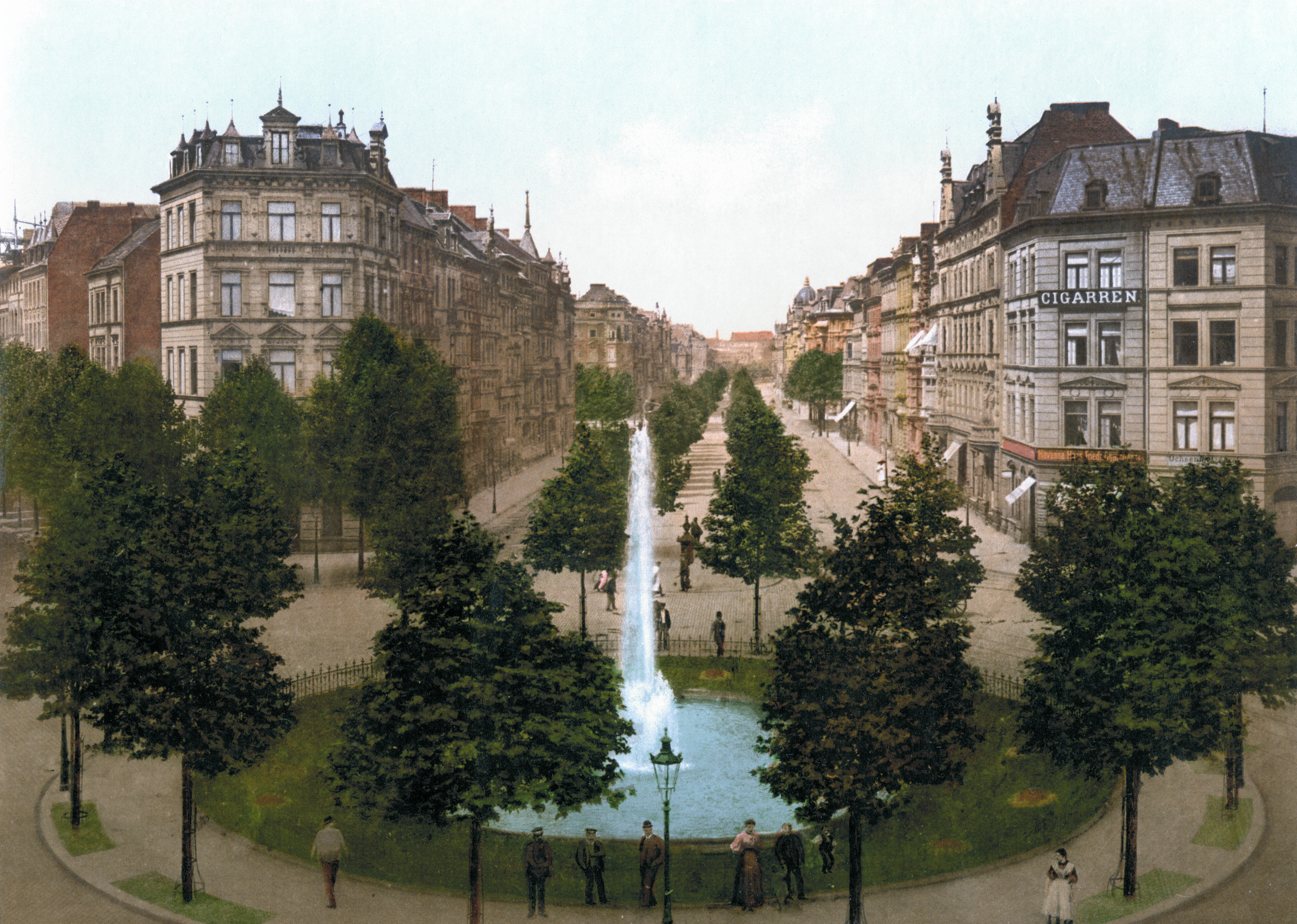
Barbarossaplatz, um 1900

Im Rahmen eines städtebaulichen Wettbewerbes für die Bebauung des inneren Befestigungsringes gewann den ersten Preis der Aachener Architekt Karl Henrici und Josef Stübben. Er diente in den folgenden Jahren als Grundlage zur Veränderung der Kölner Neustadt. Stübben wurde am 15. Juni 1881 als Kölner Stadtbaumeister eingesetzt. Kernstück war die Anlage der Ringstraße, den Kölner Ringen.
Den Barbarossaplatz zierte um 1900 „ein rundes Wasserbassin mit einer riesigen Wasserfontäne, das von einer Grasfläche mit Blumenrabatten und Bäumen eingefasst war.“ Diese bildete die Mittelinsel des Kreisverkehrs.

### Umgestaltung der Mittelinsel
Irgendwann vor 1955 wurde der Springbrunnen und die Pflanzen entfernt, denn zu dieser Zeit fuhr die Straßenbahn auf dem Barbarossaplatz nicht mehr wie die Autos im Kreisverkehr, sondern einfach gerade aus: Die Mittelinsel war betoniert und Gleise hindurch gelegt worden. Der Platz wurde als reiner Verkehrsknotenpunkt einer autogerechten Stadt umgestaltet.

### Die Neue Weyerstraße
Zusammen mit der Severinsbrücke (1959 eröffnet) wurde die Neue Weyerstraße gebaut. Ursprünglich wurde die Straße nur gebaut um die Straßenbahn von der engen Weyerstraße dorthin zu verlegen, doch wurde sie später verbreitert. Damit verbunden war auch die Erweiterung des Verkehrskreisels nach Südosten hin zu einem Oval, wodurch die Fläche des Barbarossaplatzes sich vergrößerte. Seit Oktober 1969 wechselt die Straßenbahn auf der Neuen Weyerstraße von einem oberirdischen zu einem unterirdischen Verlauf (siehe: Stadtbahn Köln, Innenstadttunnel). Die Rampe an der Neuen Weyerstraße ist rein provisorisch. Darunter befindet sich noch ein Tunnelstutzen, um die U-Bahn zu verlängern.
Am Barbarossaplatz liegen heute die beiden Fahrbahnen der Neuen Weyerstraße mit je drei Fahrstreifen weit auseinander: Die eine Fahrbahn geht zum nordwestlichen Ende des Platzes, wo die von Norden kommende Weyerstraße in die Neue Weyerstraße einmündet, und die andere Fahrbahn zum südöstlichen Ende.

## Ehemalige Gebäude

### Endbahnhof Köln-Barbarossaplatz

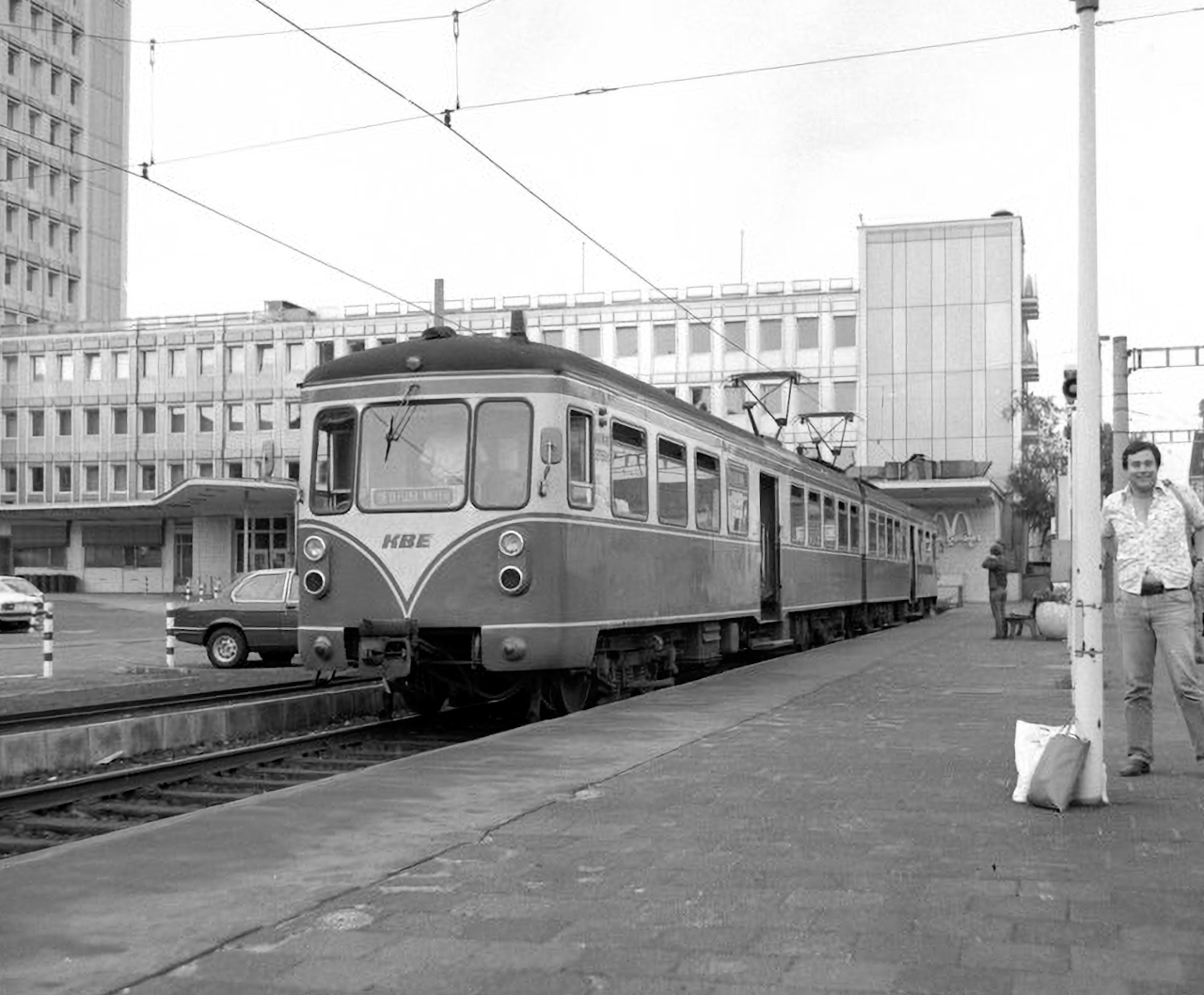
Kopfbahnhof Köln-Barbarossaplatz der Vorgebirgsbahn am Barbarossaplatz, 1986

Am 8. Januar 1898 wurde die 32,45 Kilometer lange, eingleisige Schmalspurbahn der Vorgebirgsbahn von Bonn bis zum Barbarossaplatz feierlich eröffnet, nachdem zuvor nur die Strecke von Bonn nach Brühl fertig gestellt worden war. Die Fahrt dauerte über zwei Stunden, trotzdem wurden monatlich über 10.000 Menschen befördert. Am 17. Juni des gleichen Jahres wurde eine Verlängerung zum Heumarkt fertiggestellt, die jedoch nur von Marktzügen (vierte Klasse) für die Bauern des Vorgebirges befahren wurde. Befahren wurde die Strecke von einer Dampfeisenbahn. Ab 1934 elektrifizierte die Vorgebirgsbahn ihre Strecken.
Am 1. Mai 1953 war die Eröffnung eines neuen einstöckigen Empfangsgebäude der Köln Bonner Eisenbahnen (ab 1978 übernahmen die Kölner Verkehrs-Betriebe), dem Bahnhof Köln Barbarossaplatz. Das Gebäude beinhaltete Schalter- und Empfangshalle und war bis zum 8. November 1986 in Betrieb. Dort endeten drei Gleise, ein viertes Gleis führte rechts vorbei. Dieses existiert noch heute (Linie 18 der Stadtbahn Köln), während die drei anderen Gleise entfernt und durch ein Bürogebäude ersetzt wurden.

### Bastion VII der neupreußischen Befestigungsanlage

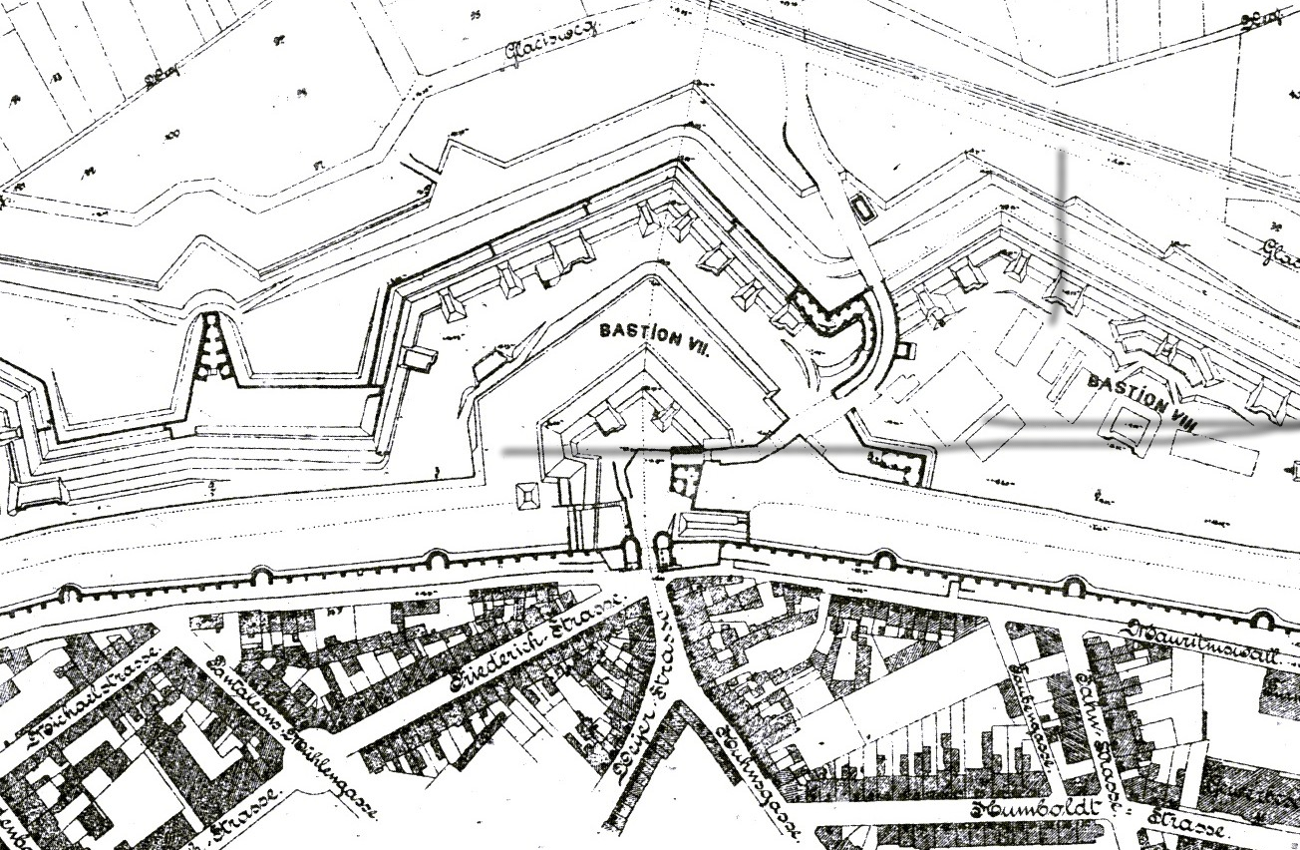
Preußische Wallanlage auf Höhe Barbarossaplatz, 1881

Von städtischer Seite aus führten 1881 folgende Straßen auf die vor der Stadtmauer liegende Bastion zu: Friedrichstraße, Weyerstraße und direkt an der Stadtumwallung liegend die Wallstraßen Mauritiuswall und Pantaleonswall. Diese Kreuzung liegt heute etwa 100 Meter nordöstlich des Barbarossaplatzes. Die Bastion und die Stadtmauer waren zusammen etwa 140 Meter tief.
In der Wallanlage war an dieser Stelle ein Durchlass für Fußgänger und Fahrzeuge, der durch die direkt daneben liegende Bastion VIII geschützt wurde. Er ermöglichte den Zugang zur Zülpicher Landstraße, der heutigen Luxemburger Straße.
1881 kaufte die Stadt Köln dem preußischen Staat die militärisch unnütz gewordene mittelalterliche Stadtmauer und die meisten vorgelagerten preußischen Bastionen ab und beginnt noch im selben Jahr mit dem Abriss. Dadurch entfiel das mit dem Reichsrayongesetz verbundene Verbot ziviler Bebauung in einem Abstand von 1.300 Metern vor der Festungsmauer und die neue Stadtfläche konnte bebaut werden.

## Geplante Sanierung

### Masterplan Köln – die Ringe
Im Masterplan Köln war eine Sanierung u. a. der Ringe geplant. Als besonders vorrangig wurde neben der Sanierung des Ebertplatzes (ein Drogenschwerpunkt) die Sanierung des Barbarossaplatzes angesehen. Der Barbarossaplatz wird auch als der häßlichste Platz der Stadt genannt: Ein reiner Verkehrsknotenpunkt ohne Aufenthaltsqualität. Eine Tunnellösung wurde bisher als zu teuer angesehen. Eine Umgestaltung des Platzes hin zu mehr Aufenthaltsqualität wird daher seit Jahrzehnten diskutiert und geplant u. a. im Masterplan 2009, jedoch nicht umgesetzt.

## Geschichte des öffentlichen Nahverkehrs

### Pferdebahnlinien

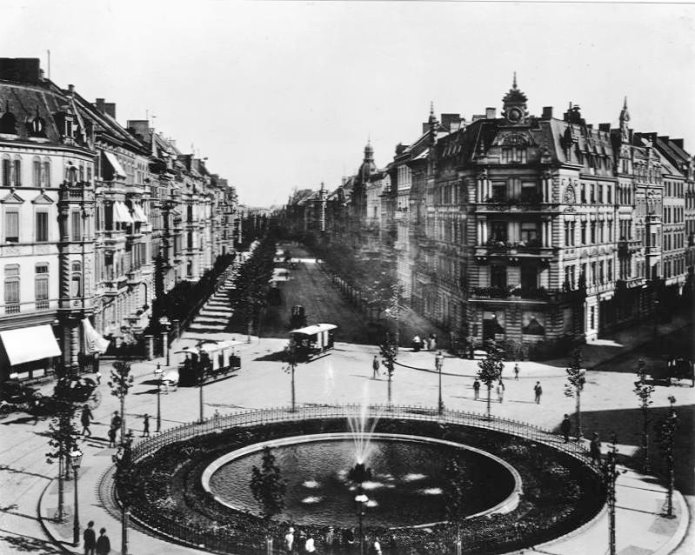
Pferdebahn am Barbarossaplatz, um 1890

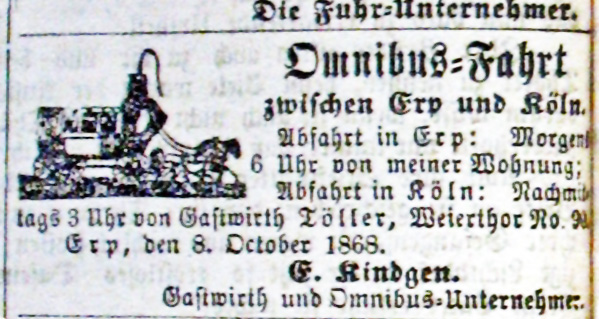
Von Erp, Lechenich, Hürth, zur Endstation Weyertor am Haus Töller in Köln, und zurück, 1868

Die Pferdebahnlinien – von Pferden gezogene Wagen, die auf Schienen fuhren – begannen mit der Anbindung von Kölner Vororten mit der Stadt Köln. Es gab 1880 in Köln zwei innerstädtische Pferdebahnunternehmen, die 1882 zur Société Anonyme de Tramways de Cologne zusammengeschlossen wurden. Diese Gesellschaft betrieb unter anderem die Strecke (ab 1882): Stadtgrenze – Zülpicher Straße – Neues Weyertor – Blaubach. Mit „Zülpicher Straße“ ist die heutige Luxemburger Straße gemeint und das „Neue Weyertor“ könnte eine Haltestelle in der Nähe der wenige Jahre zuvor abgebrochen neupreußischen Befestigungsanlage sein, womit die südliche Zulaufstrecke zum Barbarossaplatz nicht über die Trierer Straße, wie heute, sondern über die Luxemburger Straße erfolgte. Bereits 1868 gab es am Haus Töller, in der Weyerstraße, eine Endstation für eine von Kutschen betriebene Strecke von Erp (25 km südwestlich von Köln), über Lechenich und Hürth, zur Endstation Weyertor, und zurück.

### „Rundbahn“ und „Marktbahn“

Die erste elektrische Bahn in Köln

Die innerstädtischen Bahnen wurden ab 1901 elektrifiziert. So befuhren zwei elektrische Bahnen den Barbarossaplatz: Die „Rundbahn“, ab 17. Februar 1902 auf der Strecke Barbarossaplatz über Weyerstraße, Bachstraße, Malzmühle, Malzbüchel, Heumarkt, Neumarkt, Dom/Hbf., An den Dominikanern, Unter Sachsenhausen, Gereonstraße, Christophstraße, Kaiser-Wilhelm-Ring, Hohenzollernring, Habsburgerring, Hohenstaufenring nach Barbarossaplatz; und die „Marktbahn“, ab 22. Juni 1902 auf der Strecke Staatsbahnhof Süd über Luxemburger Straße, Weyerstraße, Bachstraße, Heumarkt, Alter Markt, Dom/Hbf., An den Dominikanern, Unter Sachsenhausen, Gereonstraße, Christophstraße, Gladbacher Straße, Subbelrather Straße, Liebigstraße bis Schlachthof.

### Ehemalige Linien 20 und 21
Ausgehend von den Vororten gab es hier die Linie 20 (bis Neumarkt, von 1937 bis 1958 und vom 10. Juni 1967 bis zum 8. April 1968) und Linie 21 (1932–1937, 1948–1964 und vom 11. Oktober 1968 bis zum 18. Oktober 1970). (siehe auch: Stadtbahn Köln, Ehemalige Linienführungen)